# Gimlet (cóctel)
El gimlet es un cóctel generalmente compuesto de 2 partes de ginebra y 1 parte de jugo de lima. Una receta de la bebida hecha en 1928 decía: «ginebra, una mancha de lima y soda». En la novela The Long Goodbye de Raymond Chandler (1935) afirmaba que «un verdadero gimlet es mitad ginebra y mitad zumo de lima Rose's y nada más». Esto está en línea con las proporciones sugeridas por The Savoy Cocktail Book (1930), que especifica una mitad de ginebra de Plymouth y la otra mitad de jugo de lima Rose's Cordial. Sin embargo, los sabores modernos son menos dulces y generalmente proporcionan al menos dos partes de ginebra por una parte de la lima y otros elementos no alcohólicos (ver recetas a continuación).
Se debate el origen de su nombre; una teoría dice llamarse así por la barrena de mano (gimlet en inglés), una herramienta para perforar pequeños agujeros (aludiendo a su «efecto perforador» en el bebedor) o por el cirujano almirante Thomas Gimlette KCB (1857–1943), de quien se dice que fue el primero en agregarle cordial de lima a la ginebra para los soldados de la Royal Navy, para ayudar a combatir los estragos del escorbuto en viajes largos.

## Variantes
Se puede crear un vodka gimlet reemplazando la ginebra por vodka. Si en vez de vodka o ginebra usamos ron, estaremos creando un daiquirí.

## Preparación
David A. Embury dio una receta de gimlet (llamada Gin Sour) en The Fine Art of Mixing Drinks (3rd Ed., 1958). En ésta especificaba una proporción de 8:2:1 partes para ginebra, jugo de lima y jarabe respectivamente. Eric Felten repitió esta fórmula en su columna How's Your Drink del The Wall Street Journal Weekend Edition del 4 de agosto de 2006:
- 60 ml (2 US fl oz) de ginebra o vodka
- 15 ml (½ US fl oz) de jugo de lima
- De 7 a 15 ml (de 1/4 a ½ US fl oz) de jarabe
- Decorar con una rodaja de lima

William L. Hamilton dio esta receta en su columna Shaken and Stirred en The New York Times el 15 de septiembre de 2002: una gimlet servida en el Fifty Seven Fifty Seven Bar en el Four Seasons Hotel consiste en lo siguiente, agitado con hielo:
- 120 ml (4 US fl oz) de vodka
- 15 ml (½ US fl oz) de jugo de lima fresco
- 15 ml (½ US fl oz) de jugo de lima rosa
- rodaja de limón para decorar

En The Bartender's Bible de Gary Regan describe la siguiente receta:
- 60 ml (2 US fl oz) de ginebra de Plymouth
- 15 ml (½ US fl oz) de jugo de lima fresco
- rodaja de limón para decorar

Regan también afirma que «dado que el producto de Rose's tiene una historia tan larga e impresionante (anterior incluso al gimlet), me inclino a pensar que Rose's fue el ingrediente que inventó la bebida».
La New New York Bartender's Guide por Sally Ann Berk define la proporción de ginebra al jugo de lima de Rose's como 3:1.
En la etiqueta de la botella de Rose's figura la siguiente receta:
- 30 ml (1 US fl oz) de jugo de lima Rose's
- 45 ml (1.5 US fl oz) de vodka, ron o ginebra
- Agitar con hielo y servir

Charles H. Baker citó una receta en The Gentleman's Companion - an Exotic Drinking Book (1939) de:
- 45 ml (1 jigger) de ginebra seca
- 5 ml (1 cucharada) de jarabe
- 2.5 ml (½ cucharada) de cordial de lima

Tome una copa de champán grande, ponga 45 ml (1 jigger) de ginebra seca o vieja, 5 ml (1 cucharadita) de jarabe gomme o azúcar, 2.5 ml (1⁄2 cucharadita) y, al gusto, de jarabe de lima o cordial de lima.
Rellene con agua corriente fría, agregue 1 cubito de hielo y una rodaja delgada de limón verde grande. No use agua de soda, por favor.
Es también citado del libro cuando diciendo:
«¿Por qué demonios este golpe de genio no se anuncia y no se reconoce en esta tierra justa y supuestamente libre? Para nosotros, siempre será un misterio como quién es el que diseña gabinetes de radio caros, por qué todas las estrellas de cine anhelan arruinarse jugando a ser fanáticos papeles, y por qué los buenos luchadores premiados quieren escribir ficción. En todo el swing del Lejano Oriente, comenzando con Bombay, bajando la costa de Malabar hasta Colombo; hasta Penang, Singapur, Hong Kong y Shanghái, el Gimlet es tan conocido como Nuestro Martini aquí.
Y desde Bombay, bajando la costa de Malabar hasta Colombo; Para Penang, Singapur, Hong Kong y Shanghai, ¡la ginebra era una forma de tónico curativo para la malaria! Las limas curaron el escorbuto creando el cóctel medicinal perfecto.
Lo principal en su sabor es que, a diferencia de la mayoría de los cócteles, no se «calienta» en climas cálidos, y de hecho es un buen enfriador. Es simple, sin chispas sofisticadas, y es uno para experimentar hasta que se encuentre la cantidad precisa de cal cordial, al gusto. Este último es un invento británico basado en una esencia similar al jugo de lima de Rose, que viene en la delgada botella decorativa que vemos en la mayoría de las fuentes de soda, pero no es tan picante. El jarabe de lima de fuente de soda también funcionaría en caso de apuro. Lo hemos aproximado con buenos resultados diluyéndolo con cantidades iguales de agua».

La siguiente receta de vodka gimlet es de las novelas de Stuart Woods:
Vierta seis onzas [180 ml] de vodka de una botella de 750 ml; reemplácelo con 180 ml (6 onzas) de jugo de lima azucarado Rose's (disponible en casi cualquier tienda de comestibles), agregue una pequeña cantidad de agua para los cristales de hielo, agite dos veces y guárdelo en el congelador durante la noche. Verter en una copa de martini y servir directamente. El vidrio se congelará inmediatamente. Con esta receta, no se requiere una coctelera y el cóctel no se diluye derritiendo hielo. Puede usar incluso el vodka más barato, y nadie lo sabrá nunca.
Una variación que agrega menta, se conoce comúnmente como el cóctel South Side.
El Carnaby Gimlet, una variación con agua de manantial natural, fue creado en el Carnaby Club, Rimini, Italia. La receta es:
- 30 ml (1 US fl oz) de gin (se sugiere Tanqueray o Bombay Sapphire)
- 7 ml (1/4 US fl oz) de jugo de lima
- 15 ml (½ US fl oz) de jarabe de lima
- Colmar el vaso con agua fría
- Servirse con hielo y rodaja de limón en vaso Old Fashioned de doble trago

## Etimología
El uso más antiguo del término gimlet para referirse al cóctel es de 1928. La derivación más obvia es de la herramienta para taladrar agujeros pequeños, una palabra que también se usa en sentido figurado para describir algo tan agudo o penetrante. Por lo tanto, el cóctel puede haber sido nombrado por sus efectos "penetrantes" en el bebedor.
Otra teoría es que la bebida lleva el nombre del cirujano de la Marina Real Británica, Sir Thomas Gimlette KCB (1857-1943), quien supuestamente introdujo esta bebida como un medio para inducir a sus compañeros a tomar jugo de limón como medicamento contra el escorbuto.  De hecho, la Royal Navy ha utilizado limas y otros cítricos para prevenir el escorbuto desde mediados del siglo XVIII). Sin embargo, ni su obituario en el BMJ, The Times (6 de octubre de 1943) ni su entrada en Who Was Who 1941-1950 mencionan esta asociación.